# La Frette-sur-Seine
La Frette-sur-Seine is een gemeente, die onderdeel is van de agglomeratie van Parijs. Het heeft grondgebied aan beide kanten van de Seine, maar de bebouwing bevindt zich op de rechteroever.
Er ligt station La Frette - Montigny, waar lijn J van de Tarnsilien langskomt.

## Kaart
De onderstaande kaart toont de ligging van La Frette-sur-Seine met de belangrijkste infrastructuur en aangrenzende gemeenten.

## Demografie
Onderstaande figuur toont het verloop van het inwonertal, bron: INSEE-tellingen. 